# ジャン＝ジェルマン・ドルーエ
ジャン＝ジェルマン・ドルーエ（Jean-Germain Drouais、1763年11月25日 - 1788年2月13日）は、フランスの画家である。新古典主義の画家、ジャック＝ルイ・ダヴィッド(1748-1825)の弟子、助手となったが、24歳でローマで病死した。

## 略歴
パリで、人気のあった肖像画家、フランソワ＝ユベール・ドルーエ(1727-1775)の息子に生まれた。父親から美術を学んだが12歳の時、父親が亡くなった。歴史画家のニコラ＝ギー・ブレネ(Nicolas-Guy Brenet: 1728-1792)から絵を学んだ。1780年にローマから帰国したジャック＝ルイ・ダヴィッドがパリにスタジオを開いた時、ダヴィッドの最初の弟子の1人となり、熱心にダヴィッドのスタイルを吸収し、お気に入りの弟子、助手となった。
若手美術家の登竜門であるローマ賞のコンクールに1783年に挑戦するが、その年は競争相手の作品を見て自らの作品を破棄し、参加を断念した。翌年「Le Christ et la Cananéenne」という作品を出展し、1等を受賞した。この作品は現在、ルーブル美術館に収蔵されている。
ローマに留学し、当時はマンチーニ宮殿(Palazzo Mancini)に置かれていた在ローマ・フランス・アカデミーに滞在し、ローマではその頃、2度目のローマ滞在をしていたダヴィッドの大作『ホラティウス兄弟の誓い』の制作の助手も務め、ダヴィッドはドルーエがかけがえのない弟子だと手紙に書いた。
1786年には現在ルーブル美術館に収蔵されている『ミントゥルナエのマリウス』を完成させた。この作品は当時ローマに旅していたゲーテに感銘を与えたとされ、劇作家のアントワーヌ・ヴィンセント・アルノー(Antoine-Vincent Arnault)の1791年の戯曲『マリウス』にインスピレーションを与えたとされる。
ローマでの活動を続けたが、1788年に天然痘に罹患し、24歳で亡くなった。

## 作品

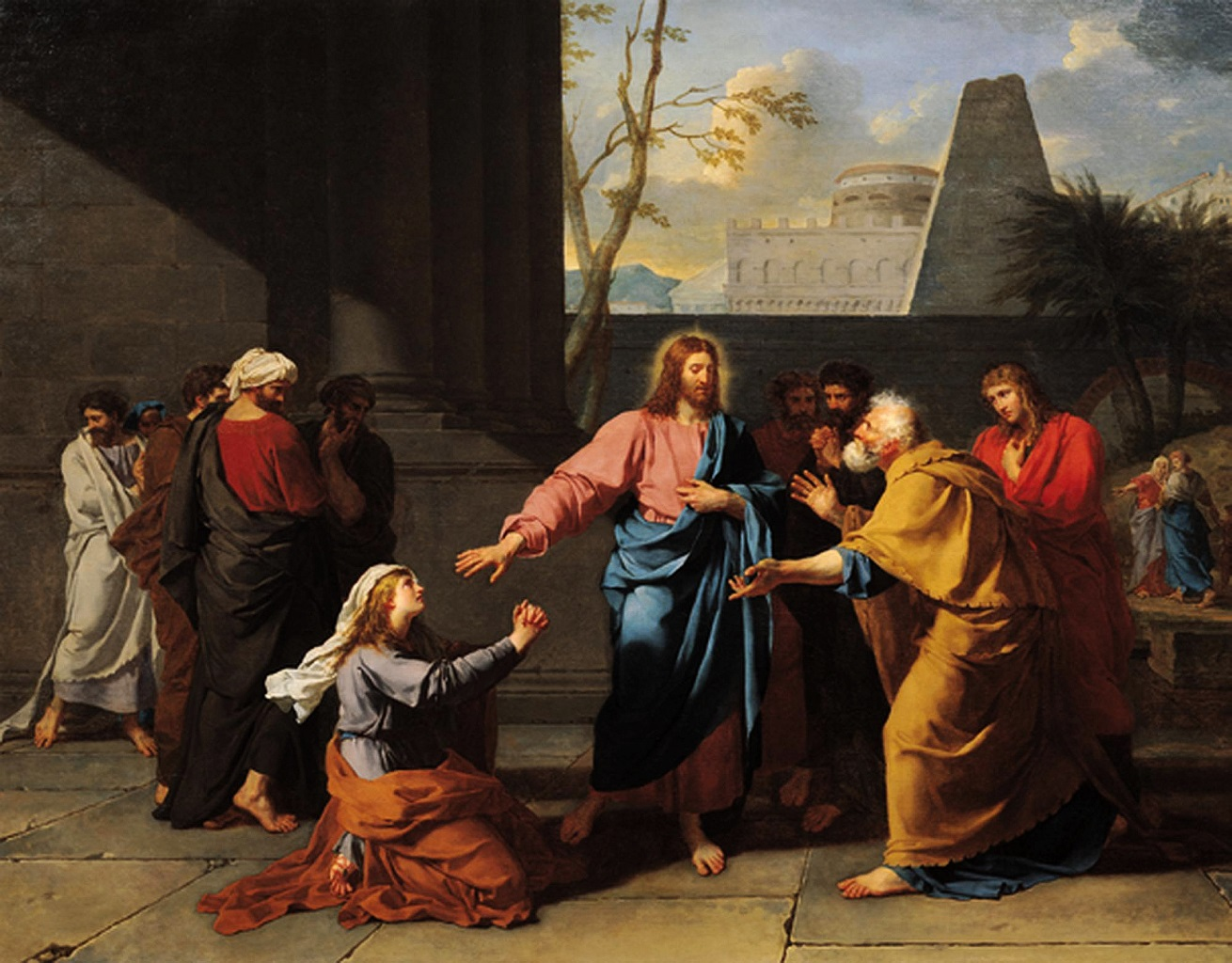
「Le Christ et la Cananéenne」(1784) ルーブル美術館
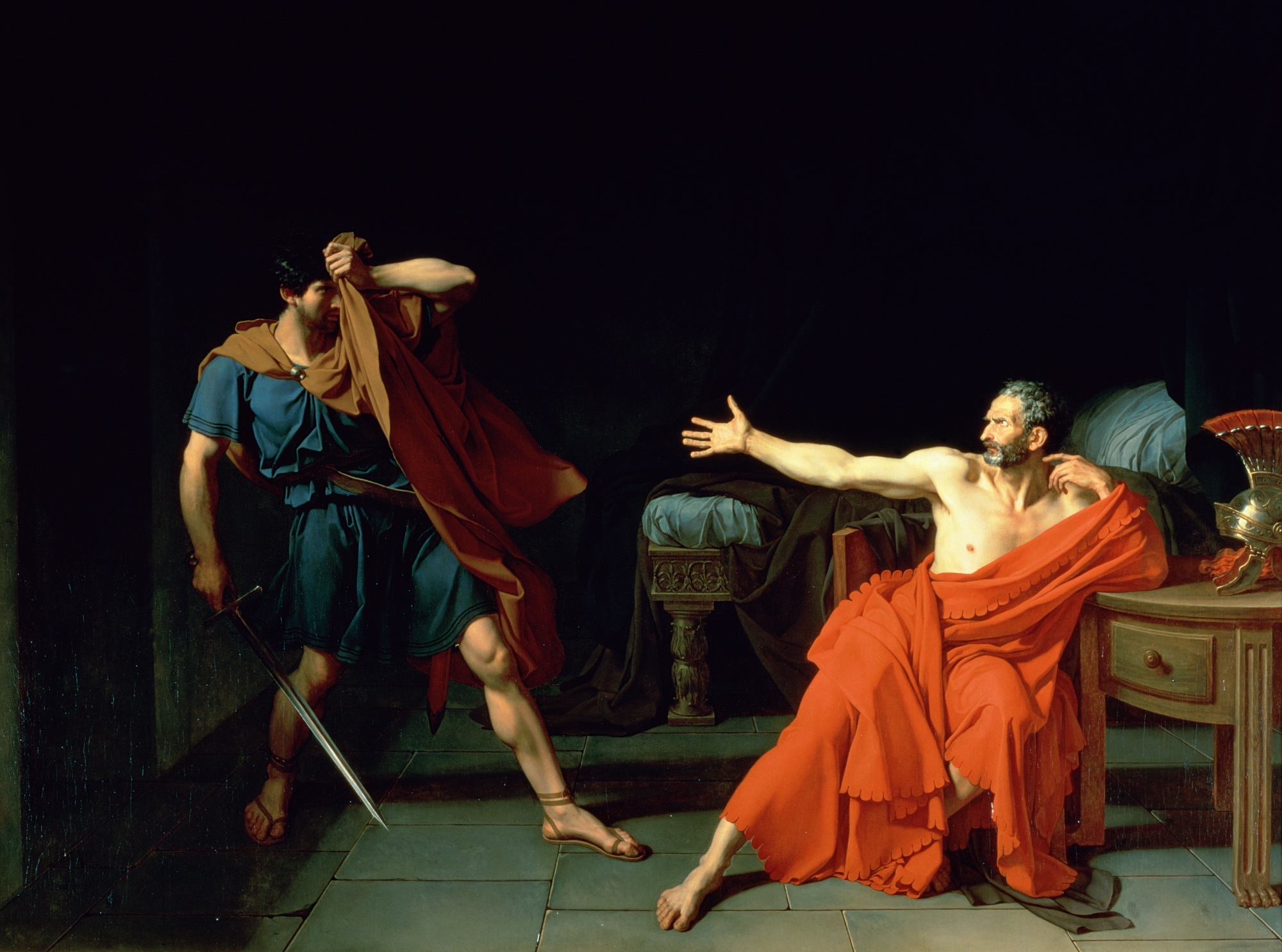
『ミントゥルナエのマリウス』(1786) ルーブル美術館
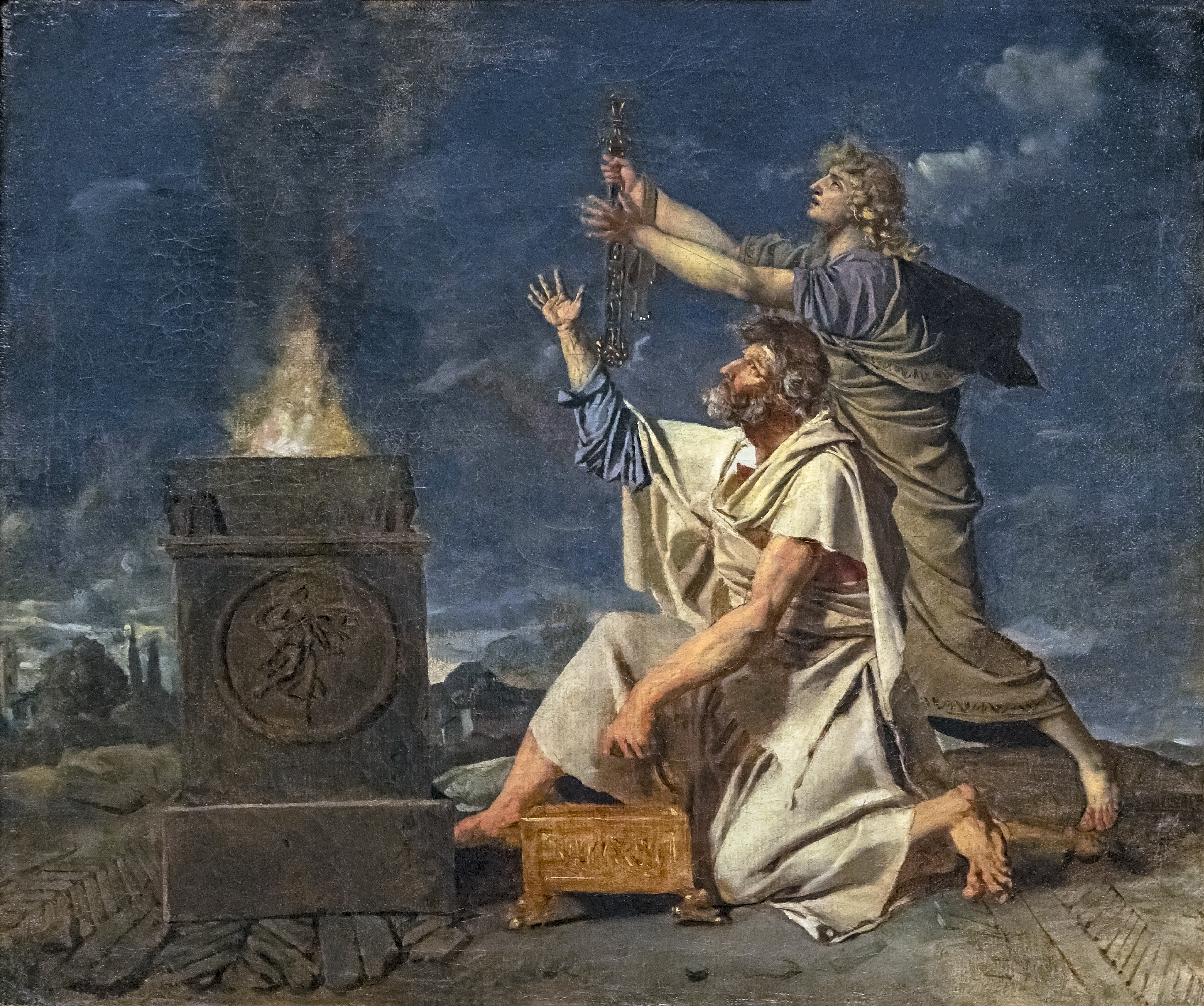
父親に伴われ武勲を神に願う若い戦士 (1988) カルカソンヌ美術館